# Елевон

Елевони (позначені зеленим) на F-102A.

Елево́ни ( від лат. elevo - підіймаю) - це керуючі поверхні літака, які поєднують в собі функції керма висоти (яке використовується для управління по тангажу) і елерона (управління креном), звідси і назва. Вони часто використовуються у безхвостих літаках таких як літаючі крила. Елевон, який не є частиною основного крила, а натомість є окремою поверхнею хвоста, це стабілізатор (але стабілізатори також використовуються для керуванням лише тангажем окремо, без контролю над креном, як у версії літака Piper Cherokee).  
Слово "елевон" складене із двох слів елеватор і елерон.
Елевони встановлюються по обидва боки літального апарата на задній частині крила. Коли вони рухаються в одному напрямку (вверх або вниз) вони створюють силу, що змінює тангаж (ніс літака вверх або вниз) і діє на літальний апарат. Коли вони рухаються в протилежних напрямках, (один вверх, інший вниз) 
вони утворюють силу, яка змінює крен. Ці дві сили можуть застосовуватись одночасно відповідним розташуванням елевонів, тобто один елевон крила повністю опускається, а інший елевон крила частково. Літак з елевонами керується так, ніби пілот управляє літаком з відокремленими поверхнями елеронів і елеваторів за допомогою тих самих засобів управління. Вхідні сигнали від них змішуються або механічним шляхом або за допомогою електроніки для того, щоб установити відповідну позицію елевона.